# Elite (Osprey)
Pour les articles homonymes, voir Elite.
Elite est une série de livres consacrée à l’histoire militaire publiée par l’éditeur britannique Osprey Publishing.

## Généralités
Chaque livre de la série Elite se concentre sur la description d’une armée, d’une unité d’élite, de tactiques militaires ou de groupes de commandants d’unités célèbres. Les uniformes, insignes et équipements sont présentés par des dessins en couleurs présentant les conflits depuis les temps les plus reculés jusqu’aux grands conflits du vingtième siècle en passant par les époques médiévales et les guerres napoléoniennes. Des diagrammes ainsi que des photographies en noir et blanc illustrent également les livres destinés aux passionnés d’histoire militaire,.
La série apparaît en 1984 sous la responsabilité de Martin Windrow (en). À noter que chaque exemplaire se voit attribuer son propre numéro ISBN.

## Journalistes
Parmi les journalistes ayant contribué à Elite figurent, par ordre de nombre d’apparition décroissant, Gordon L Rottman, Gordon Williamson, Ian Sumner, Michael Chappell (en), Stephen Bull, Alejandro de Quesada, Angus Konstam, David Nicolle, Philip Haythornthwaite (en), Philip Katcher, Robert Hargis, Ron Field, Stephen Turnbull ainsi que Richard Hook, Angus McBride, Peter Dennis, Ronald Volstad, Michael Chappell (en), Ramiro Bujeiro, Adam Hook, Darko Pavlovic, Simon McCouaig, Bill Younghusband, Malcolm McGregor, Patrice Courcelle, Stephen Walsh pour les illustrateurs.